# Tvålflingan 5

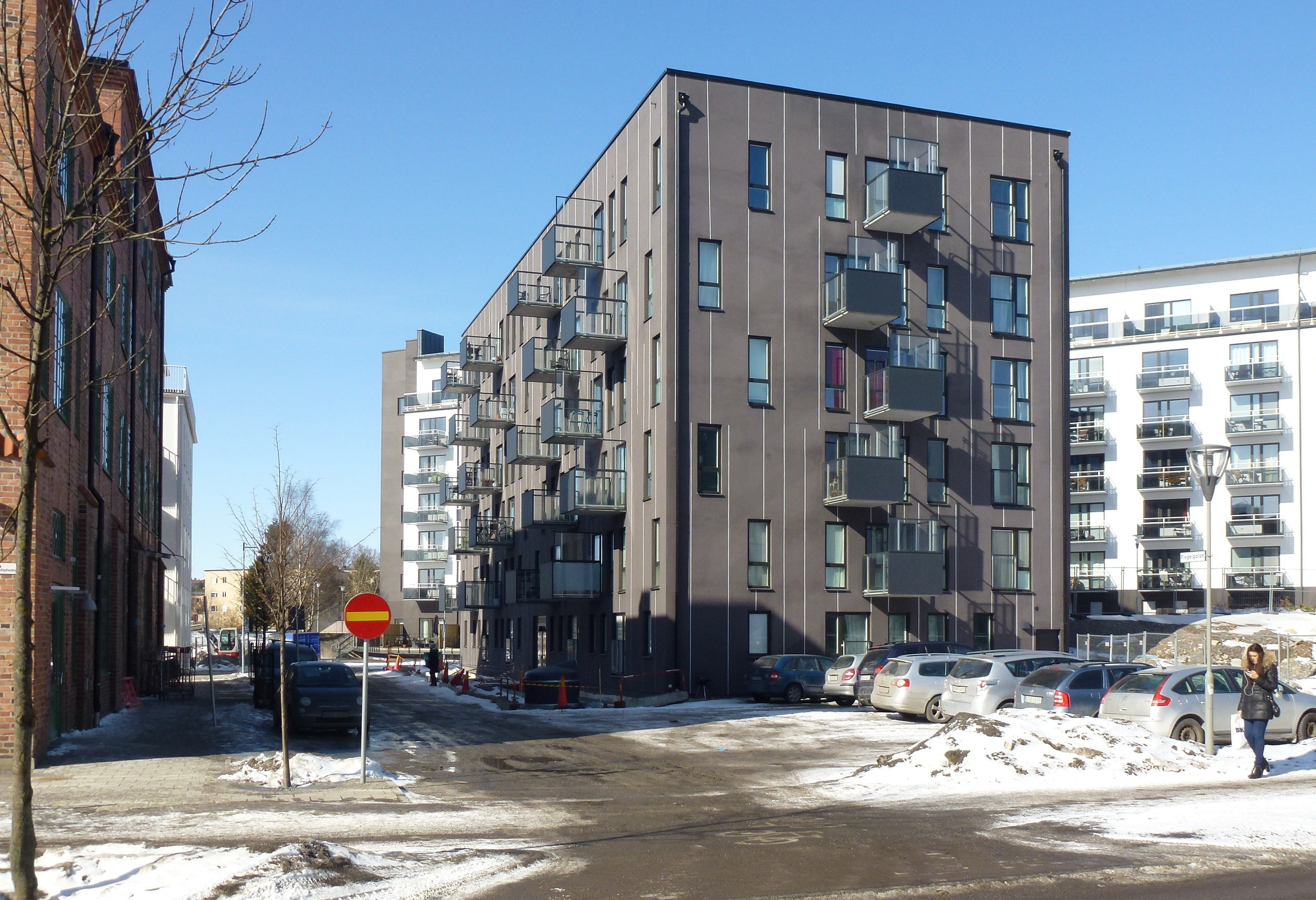
Tvålflingan 5 från Tellusborgsvägen.

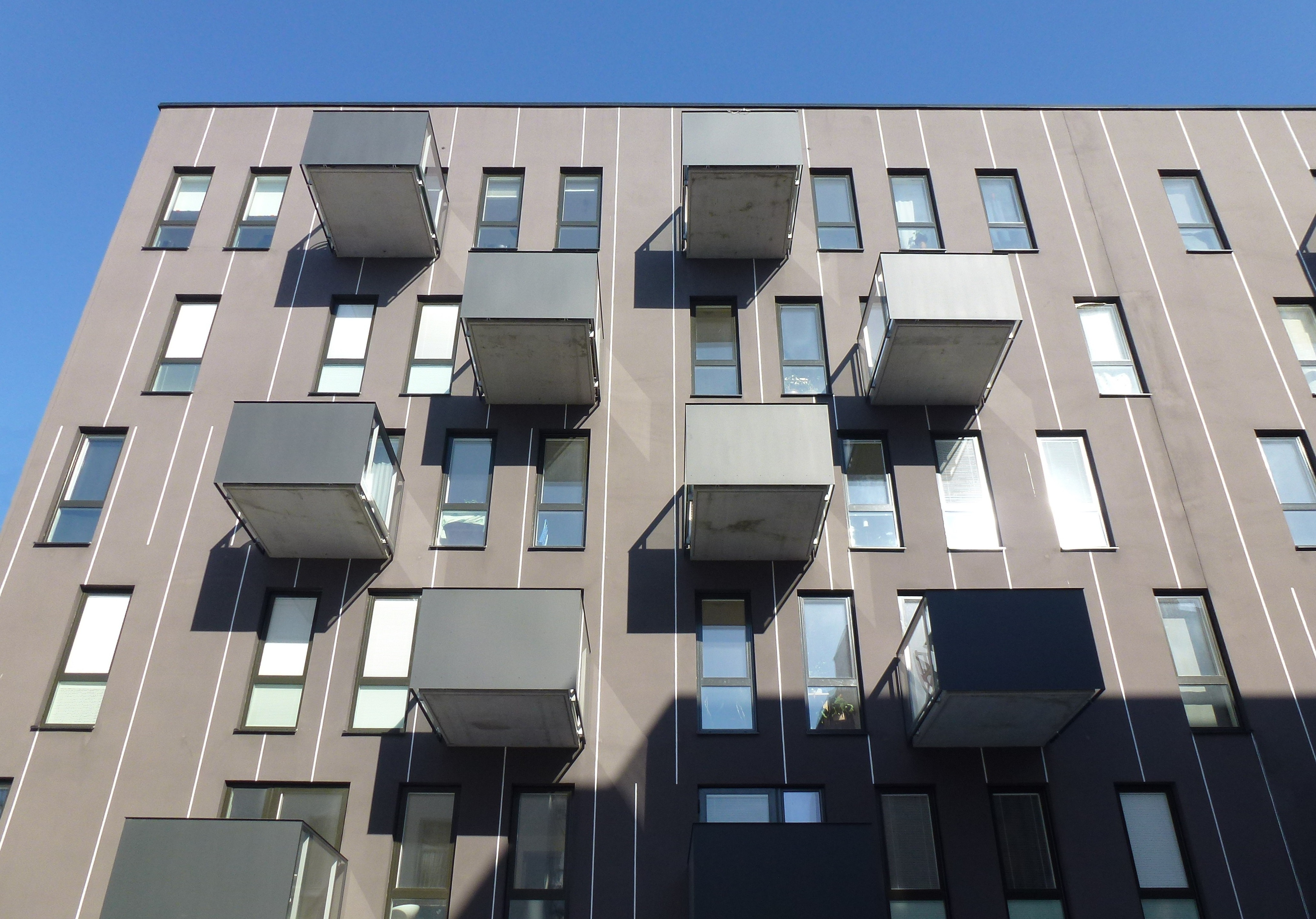
Tvålflingan 5 från Flygelgatan, 2013.

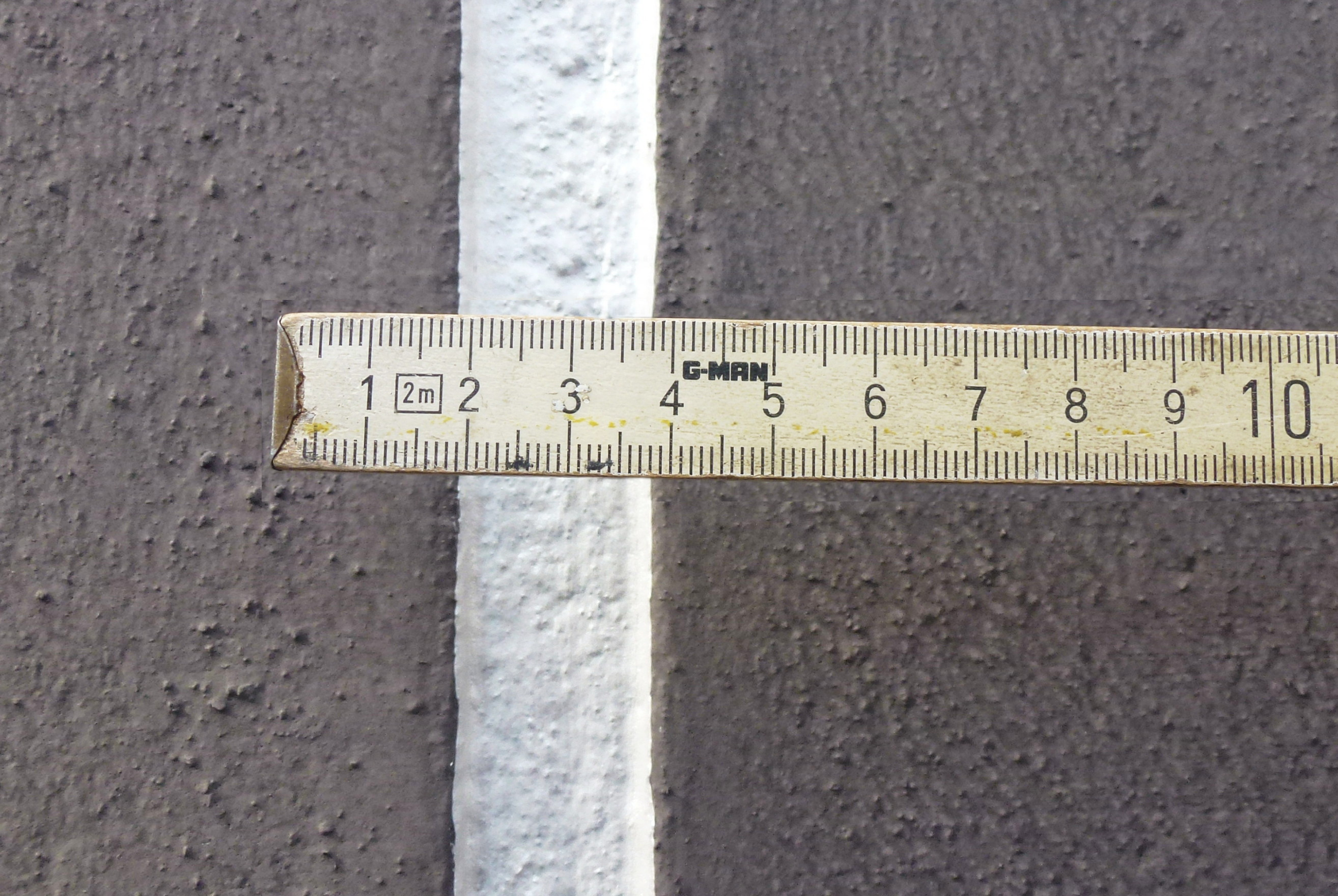
"Kritstrecksranden", detalj.

Tvålflingan 5 (Brf Kobran) är en bostadsfasighet vid Flygelgatan 4 i närheten av Tellusborgsvägen i stadsdelen Västberga, södra Stockholm. Byggnaden uppfördes åren 2011-2012 efter ritningar av Wingårdh arkitektkontor och vann Årets Stockholmsbyggnad 2013. Namnet ”Tvålflingan” påminner om att det tillverkades tvättmedel här fram till 1988.

## Bakgrund
Tvålflingan 5 ligger nära Telefonplan, vars område har präglats av industriverksamhet under större delen av 1900-talet. Det dominerande företaget har varit LM Ericsson, som i början av 1940-talet flyttade sin telefonfabrik från Tulegatan hit (se LM Ericssons fabrik, Telefonplan). Numera har Ericsson kraftigt reducerat sin verksamhet i Västberga. År 2002 sålde Ericsson bland annat kvarteret Tvålflingan till några privata fastighetsägare. Under år 2004 genomfördes ett programsamråd för utvecklingen av området, som godkändes i november 2004. Den nya detaljplanen för Tvålflingan vann laga kraft i oktober 2009.

## Byggnad
Huset blev inflyttningsklart i maj 2012 och innehåller 55 lägenheter som enbart utgörs av tvårummare på knappt 40 kvadratmeter. Enligt byggherren Lean Equity är lägenheterna tänkta som ungdomsbostäder. Upplåtelseformen är bostadsrätt. De flesta lägenheterna har balkong och för samtliga boende finns en gemensam takterrass. Fasadernas gestaltning med ”kritstrecksränder” åstadkoms genom vitmålade, 20 milimter breda urspårningar i den gråsvarta tjockputsen.